# Raniero Cantalamessa
Pour les articles homonymes, voir Cantalamessa.
Raniero Cantalamessa, né le 22 juillet 1934 à Colli del Tronto (Marches, Italie), est un cardinal de l'Église catholique romaine et frère capucin, prêtre, théologien, historien et animateur de télévision italien, prédicateur de la Maison pontificale de 1980 à 2024, soit durant les pontificats de Jean-Paul II, Benoît XVI et François. Il est l'une des personnalités du Renouveau charismatique catholique.

## Biographie
Raniero Cantalamessa est ordonné prêtre en 1958.
Professeur à l'Université catholique du Sacré-Cœur de Milan, il est membre de la commission théologique internationale de 1975 à 1981. Au début de sa carrière, il a réalisé plusieurs études sur les origines chrétiennes.
Après avoir quitté l'enseignement en 1980, il entre à la maison pontificale et devient prédicateur. Il anime régulièrement une émission sur RAI Uno pendant la fin de semaine.
Le pape François annonce le 25 octobre 2020 sa création cardinalice ainsi que celles de douze autres prélats et prêtres ; il est créé lors du consistoire du 28 novembre 2020. Exceptionnellement, le cardinal Cantalamessa demande à ne pas recevoir l'ordination épiscopale, laquelle est pourtant d'usage pour tous les nouveaux cardinaux non-évêques depuis Jean-Paul II. Sa demande est acceptée par le pape François. Le cardinal Cantalamessa a souhaité rester frère capucin. Il déclare le 28 novembre « L'autre raison est le désir de mourir avec l'habit franciscain : chose qu'on m'aurait difficilement permise si j'avais été évêque ». Ayant dépassé l'âge de 80 ans en juillet 2014, il n'a pas la qualité d'électeur pontifical et ne prend pas part au conclave de 2025 (élection de Léon XIV), dont il effectue la prédication liminaire le 7 mai 2025.

## Prises de positions
Le 16 décembre 2006, Raniero Cantalamessa suggère publiquement qu'un jour de jeûne et de pénitence soit établi spécifiquement en réparation des affaires d'abus sexuels sur mineurs dans l'Église catholique, pour exprimer « notre repentance devant Dieu et notre solidarité avec les victimes ».

## Polémiques
Lors de son homélie du Vendredi saint de 2010, il cite une « lettre reçue d'un ami juif » qui compare les attaques dont l'Église est victime au phénomène de l'antisémitisme : « L'utilisation du stéréotype, le passage de la responsabilité et faute personnelle à celle collective me rappellent les aspects les plus honteux de l'antisémitisme ». Cette comparaison est ressentie comme d'autant plus « malvenue »[réf. souhaitée] qu'elle a lieu un Vendredi saint, jour difficile pour les relations entre judaïsme et christianisme, et que, d'autre part, les critiques, même virulentes, contre le pape et l'Église sont sans commune mesure avec l'antisémitisme et la Shoah, comme le soulignent plusieurs organismes ou personnalités tels que l'American Jewish Committee ou le grand-rabbin de Rome Riccardo Di Segni. Le porte-parole du Vatican, Federico Lombardi, prend aussitôt ses distances avec les propos du père Cantalamessa,. Ce dernier présente ses excuses le lendemain dans les colonnes du Corriere della Sera, réaffirmant sa solidarité tant envers les juifs qu'envers les victimes de la pédophile et indiquant que le pape ignorait le contenu de ce sermon.
Le 11 avril, le Jerusalem Post revient sur la polémique. Regrettant le sensationnalisme et la précipitation manifestés dans la lecture, il relève plusieurs passages de l'homélie particulièrement significatifs de l'approfondissement des relations entre Juifs et Chrétiens. Il déplore enfin qu'il devienne « de plus en plus difficile pour les religieux d'envoyer un message pondéré, avec une certaine complexité, des nuances, une profondeur historique et théologique, sans devoir se préoccuper du fait qu'une partie en sera extrapolée pour faire des titres qui sont erronés ».
Certains[Qui ?] ont reproché au P. Cantalamessa son soutien à Vito Carlo Moccia, fondateur d'Arkeon un  groupe de psychothérapeutes issus du Reiki, qui a connu des dérives en Italie.

## Citations
- L'idolâtrie du « veau d'or » (Ex, 32)

« Quelle était la nature de ce grand péché du veau d'or, dont la réprobation se répercute tout au long de la Bible ?
Ce n'était certainement pas, comme on le pense parfois, le péché d'avarice qui fait de l'or son Dieu, car le peuple a manifesté à cette occasion une générosité extraordinaire en donnant largement l'or qu'il possédait. Ce n'est pas non plus le fait d'abandonner le Seigneur pour quelque divinité étrangère, puisque le veau d'or est acclamé comme le Dieu d'Israël, celui qui a fait sortir le peuple d'Égypte, et la fête organisée autour du veau est bien une « fête en l'honneur du Seigneur ». Pourquoi donc Paul, avec l'ensemble de la Bible, appelle-t-il idolâtrie un tel comportement ? C'est une idolâtrie parce que la relation entre le peuple et son Dieu est renversée. Le peuple se fabrique un veau d'or pour se donner un « Dieu qui marche en tête ». Il veut une sorte de bannière ou d'étendard à déployer devant lui pour s'assurer de la victoire dans les combats contre ses ennemis. Dieu avait libéré le peuple d’Égypte « pour qu'il le servît dans le désert »; et désormais le peuple, plutôt que servir Dieu, se sert de Dieu. »
- La Transfiguration : un mystère trinitaire

« La Transfiguration, comme plus tard la résurrection, n'est pas d'abord un fait apologétique ; elle a une valeur mystérique. Elle est avant tout un don que le Père accorde au Fils, une façon de lui témoigner sa complaisance. Sur le Thabor, Jésus est moins le maître qui dispense un enseignement, donne à ses disciples des preuves de sa divinité, que le Fils accueillant un instant ses amis dans sa vie intime avec le Père des cieux, pour qu'ils soient témoins et participants de sa gloire. »
« Ce jour-là, Jésus dans son humanité fut pris d'extase ! »
« C'est peut-être la catégorie la moins inadéquate que nous ayons pour décrire ce qui, alors, s'opéra en Jésus. Une extase particulière car, en fait, Jésus est l'unique être qui ne doive pas « sortir de soi » pour entrer en Dieu. Si vous permettez cette image, il s'agit d'un court-circuit intérieur entre divinité et humanité. L'« isolant » qu'était sa chair humaine a, pour ainsi dire, fondu en devenant à son tour lui-même énergie et lumière. »
« Jésus était heureux. La transfiguration est un mystère du bonheur divin. Tout le torrent de joie qui s'épanche du Père vers le Fils et du Fils vers le Père, et qui est l'Esprit Saint lui-même, « déborda » alors du vase qu'est l'humanité du Christ. »

## Ouvrages publiés
- Méliton de Sardes : une christologie antignostique du IIe siècle, 1963
- Tertullien et la formule christologique de Chalcédoine, 1966
- La Pâque dans L'Église ancienne, 1980
- Joie de Dieu sur notre terre, 1988
- Évangiles de l'Enfance de Jésus, 1988
- L'Eucharistie notre sanctification, 1989
- La Virginité, éd. Du Lion De Juda, 1990
- L'Obéissance, 1990
- La vie dans la seigneurie du Christ, Cerf, 1990
- L'Esprit Saint, âme de l'évangélisation, Desclée De Brouwer, 1991
- Marie, un miroir pour L'Église, Desclée De Brouwer, 1992
- Le Baptême dans le Saint Esprit, 1992
- La tentation qui guette le Renouveau, 1993
- La montée au Sinaï. À la rencontre du Dieu vivant, 1996  (ISBN 2850496642)
- Amoureux de l'éternité, 1996
- La sobre ivresse de l’Esprit, 1996
- L'Esprit Saint dans le ministère de Jésus, 1996
- La force guérissante de l'Esprit Saint, 1996
- Nous Prêchons un Christ Crucifié, Éditions des Béatitudes, 1996
- Le baptême dans l'Esprit, 1997
- Saint François et la création, 1997
- Notre Sœur la Mort, 1997
- Bible et antijudaïsme, 1998
- Le Mystère de Pentecôte, 1998
- Pauvreté, Éditions des Béatitudes, 2000
- L'Eucharistie notre sanctification, Édition Saint Augustin, 1999
- L'Esprit créateur, 1999
- Le Mystère Pascal, Édition Salvator, 1999
- Notre sœur la mort, éditions Saint Paul, 2001
- La vie dans la seigneurie du Christ, Cerf, 2001
- Le Christ de la Transfiguration, éd. Saint-Augustin, 2001,  (ISBN 978-2880112240)
- Aimer autrement, Éditions des Béatitudes, 2004,  (ISBN 9782840242024) - Site
- Le Passage à ce qui ne passe pas, Éditeur Parole Et Silence, 2004
- Aimer l'Église, Éditions des Béatitudes, 2005,  (ISBN 9782840242246) - Site
- Contempler la Trinité, Éditions des Béatitudes, 2006,  (ISBN 9782840242444)- Site
- Viens Esprit Créateur, Éditions des Béatitudes, 2008,  (ISBN 9782840242963) - Site
- L'amour fou de Dieu pour moi, Éditions des Béatitudes, 2008
- Ta parole me fait vivre, Éditions des Béatitudes, 2009,  (ISBN 9782840243380)- Site
- Mariage et famille selon la Bible, Éditions des Béatitudes, 2009,  (ISBN 9782840243564) - Site
- Nous prêchons un Christ crucifié, nouvelle édition, Éditions des Béatitudes, 2010,  (ISBN 9782840243724) - Site
- Éros et Agapè, Éditions des Béatitudes, 2012,  (ISBN 9782840244264) - Site
- Comme le sillage d'un beau vaisseau, Éditions des Béatitudes, 2012,  (ISBN 9782840244424) - Site
- Crois-tu ?, Éditions des Béatitudes, 2013,  (ISBN 9782840244509) - Site
- Amoureux du Christ, Éditions des Béatitudes, 2014,  (ISBN 9782840248842) - Site
- Ma vie au service de la Parole. Entretiens avec Aldo Maria Valli, Éditions des Béatitudes, 2015,  (ISBN 9782840248866) - Site
- Être en Paix avec Dieu, avec les autres, avec soi-même, Éditions des Béatitudes, 2015,  (ISBN 978-2-84024-912-2) - Site
- Le regard de la Miséricorde, Éditions des Béatitudes, 2016,  (ISBN 9791030600155)- Site